# Margareta Gonzaga (hertiginna av Lothringen)

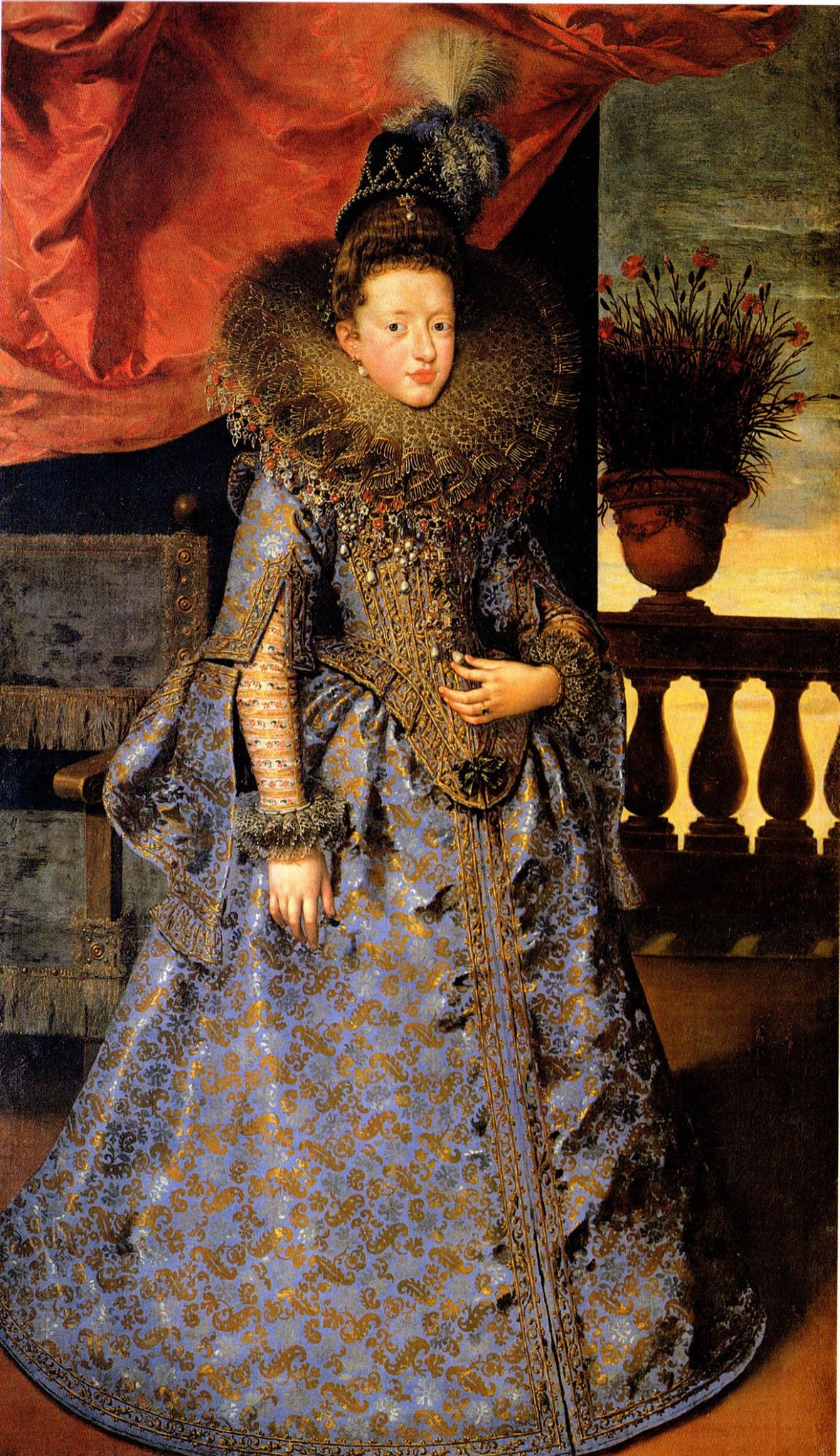
Margarita Gonzaga by Frans Pourbus the Younger (Galeria Palatina)

Margareta Gonzaga, född 1591, död 1632, var en hertiginna av Lothringen, gift 1606 med hertig Henrik II av Lothringen. 

## Biografi
Margareta Gonzaga föddes i Cavrian, nära Mantua, den 2 oktober 1591. Hon var det fjärde barnet och den första dottern till markis Vincenzo I Gonzaga av Mantua och Eleonora de Medici. Hon var syster till kejsarinnan Eleonora Gonzaga och systerdotter till Frankrikes drottning Maria av Medici. 

### Äktenskap

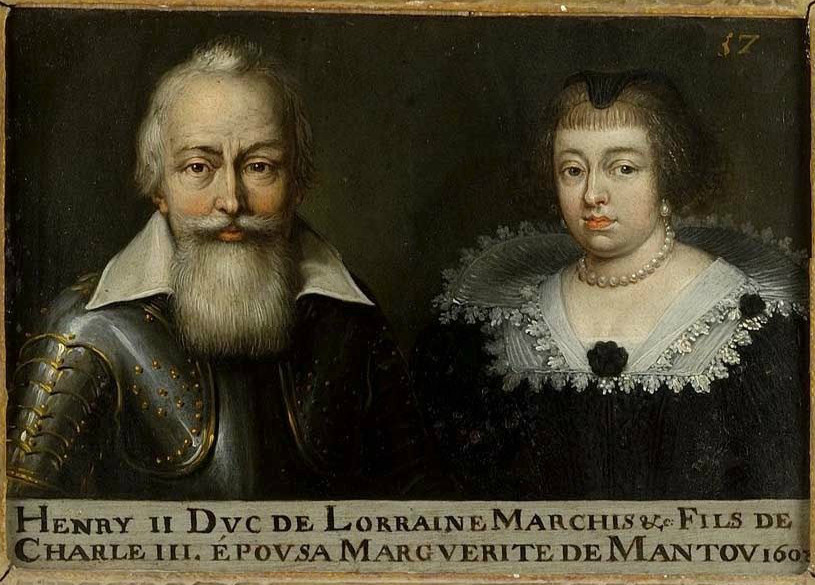
57. Henri II, duc de Lorraine, et son épouse Marguerite de Mantoue

Förhandlingar om hennes äktenskap inleddes 1605. Den senare Henrik II av Lothringen, då markis de Pont, var då en barnlös änkling sedan ett år tillbaka och behövde en arvinge. I egenskap av systerdotter till Frankrikes drottning kunde hennes äktenskap fungera som en allians mellan Frankrike och Lothringen. I september 1605 kom kung Henrik IV och hertig Vincenzo I överens om en framtida äktenskapsallians mellan huset Gonzaga och huset Lorraine, och i februari 1606 undertecknade parternas representanter ett äktenskapskontrakt i Paris, enligt vilket Margareta fick ett engångsbelopp på 500 000 livres (inklusive 140 000 livres som bröllopsgåva från sin morbror kungen) och ett årligt underhåll på 25 000 livres samt slotten i Blemont och Deneuvre. Bruden avsade sig också arvsrätten i sin fars domän. Eftersom brudparet var släkt fick de också en dispens av påven. Vigselceremonin genom fullmakt ägde rum i Mantua den 21 april 1606. Därefter reste bruden till Lothringen med sin mor och bror, och den 15 juni samma år firades bröllopet i Nancy. 
Äktenskapet beskrivs som lyckligt. Paret var båda katoliker med intresse för musik och konst. De fick en son, som avled tidigt, och två överlevande döttrar. När hennes äldsta dotter föddes 1608 planerade det franska hovet att, i händelse av Margaretas död, kidnappa hennes dotter, en trolig tronföljare, och uppfostra henne vid franska hovet för att säkerställa fransk kontroll, men planen uppgavs när Margareta återhämtade sig från den svåra förlossningen.

### Hertiginna av Lothringen
Den 14 maj 1608 efterträdde hennes make sin far som hertig av Lothringen, och hon blev hertiginna och hovets första dam. Till utseendet beskrevs hon som oattraktiv, med en tung haka och en stor näsa, som såg äldre ut än sina år, men med en stark och robust hälsa. Hon saknade intellektuella intressen och beskrivs som en katolsk fanatiker. Hon ska ha uppmuntrat Henrik II att förfölja hugenotterna och stött hans förordning av den 12 februari 1617, där han beordrade protestanterna att lämna hertigdömets territorium före påsk den 20 april samma år.
Hon omtalades för sin smak för lyx och sina utgifter; hon köpte bland annat tolv par skor i månaden, påstods utöka sitt stall med alla hästar hon kunde få tag på, och älskade att ge bort dyrbara presenter. Hon föredrog att bo i palatset i Nancy, där hon ofta arrangerade baler. 
Utrikespolitiskt stödde Margareta en pro-fransk politik. Hon motsatte sig att hennes dotter skulle giftas bort med en spansk prins och stödde istället planerna att gifta bort henne med den franska kronprinsen, vilket dock misslyckades på grund av Henrik IV:s död 1610 och motståndet från den lorrainska adeln, som fruktade annekteringen av hertigdömet av det franska kungadömet. 
I avsaknad av en manlig arvinge försökte Margareta och Henrik II säkra arvet av hertigdömena Lorraine och Bar för sin äldsta dotter Nicole, som skulle gifta sig med Louis de Guise, son till kardinal Ludvig II av Lorraine. Detta projekt motarbetades av hertigens yngre bror, Francois de Guise, greve de Vaudemont, som hänvisade till den saliska lagen, som dock inte gällde i Lothringen. Brödernas tvist eskalerade till en väpnad konflikt. Under påtryckningar från rådgivare, kom man fram till en kompromiss. I generalstaterna i Lorraine kom parterna överens, enligt vilket Nicole, hertigens äldsta dotter, den 23 maj 1621 gifte sig med sin kusin Karl, äldste son till Francois de Guise, som skulle bli Nicoles gemål. 

### Senare liv
Den 31 juli 1624 avled Henrik II och efterträddes av sin och Margaretas dotter Nicole. 1625 avsattes hennes dotter Nicole av sin make Karl IV och sin svärfar. Margareta reste till den franska hovet och bad framgångsrikt sin kusin, Ludvig XIII av Frankrike, om att ingripa för att försvara Nicoles rättigheter. Ludvig XIII skickade en armé under befäl av marskalk Louis de Marillac till hertigdömet. Som svar lät Nicoles svärfar François de Guise förklara sig som Frans II och sedan abdikera till förmån för sin äldste son, som blev hertig av Lorraine och Bar under namnet Karl IV, vilket godkändes av de lorrainska generalständerna. Frankrike uppgav då sin militära intervention, även om de formellt fortfarande gav Margareta och Nicole sitt stöd. Margareta gjorde ett nytt försök att sluta allians med Frankrike 1627, men när det misslyckades, drog hon sig tillbaka till slottet Nomeni. 
I december 1627 avled hennes bror, hertigen av Mantua och Monferrato, barnlös. Det resulterade i en tronföljdskris som utlöste det Mantuanska tronföljdskriget. Frankrike gav sitt stöd till Karl I, hertig av Nevers, medan Ferrante II, hertig av Guastalla, fick stöd av den spanske kungen, samtidigt som också Karl Emmanuel I av Savojen gjorde anspråk. Margareta gjorde själv anspråk på det ena av sin brors hertigdömen, Monferrato, eftersom det hade kvinnlig tronföljd. Det har föreslagits att hon gärna ville ge sin dotter detta arv, då hon fråntagits sitt farsarv. Margareta lyckades dock inte få stöd av någon för att hävda sitt anspråk, varken Frankrike, Venedig eller sin syster kejsarinnan. Hon avböjde 1628 ett spanskt anbud att sälja sin arvsrätt. Fördraget i Regensburg, undertecknat av de stridande parterna den 13 oktober 1630, gav endast möjlighet till kompensation till Margareta för att hon (mot sin vilja) avstod från sin arvsrätt. 
Den 29 juni 1629 gick Margareta in i dominikanorden och avlade klosterlöften. År 1631 försvarade Margareta sin dotter Nicole när hennes man Karl IV försökte ogiltigförklara deras äktenskap med motiveringen att prästen Melchior de La Vallee, var dömd att brännas på bål för häxkonst.
Margareta Gonzaga dog i Nancy den 7 februari (enligt andra källor i Nomeny den 8 februari) 1632.

## Barn
- Nicole av Lothringen (3 oktober 1608 - 20 februari 1657), gift 23 maj 1621 med sin kusin Karl IV (5 april 1604 - 18 september 1675), hertig av Lorraine och Bar;
- Claude Françoise av Lothringen (6 oktober 1612 – 2 augusti 1648), gift 18 februari 1634 med en kusin till Nicolas II (6 december 1609 – 25 januari 1670), hertig av Lorraine och Bar.